# Bruselský park
Bruselský park (francouzsky Parc de Bruxelles, nizozemsky  Warandepark) je největší veřejný park v centru belgického hlavního města Bruselu. Má pravoúhlý půdorys a rozkládá se na 13,1 hektarech. Sousedí s ním Královský palác, Palác národa – sídlo Federálního parlamentu Belgie a velvyslanectví Spojených států amerických. U parku se nachází přestupní stanice linek 1 a 5 bruselského metra.

## Historie
Park byl postaven v letech 1776 až 1783 podle návrhů architektů Gilles-Barnabé Guimarda a Joachima Zinnera v neoklasicistním geometrickém stylu na místě zahrad někdejšího coudenbergského paláce. Hlavní vstup do parku se nachází při jeho severní straně naproti budově belgického parlamentu. Od něj vede cesta k hlavní fontáně, kde se dále větví do tří cest, které nabízí výhled na tři důležitá místa v Bruselu: Justiční palác, Královský palác a náměstí Place du Trône. Park obklopuje dvojitá lipová alej a monumentální plod, který navrhl Tilman-François Suys. V letech 2000 až 2002 prošel park renovací.

## Budovy a památky
V Bruselském parku se nachází řada budov a památek, mezi něž patří:
- Théâtre Royal du Parc (nizozemsky: Parktheater), divadlo postavené v roce 1782
- Vauxhall, místo konání kulturních a společenských akcí, postaveno v 80. letech 18. století
- dřevěný kiosek ve Vauxhallu, postaveno v roce 1913
- hlavní jezírko/fontána, postaveno v roce 1855
- oktagonální jezírko/fontána, postaveno v roce 1780
- sochy a fontány, vytvořené sochaři, mezi něž patří Laurent Delvaux, Gilles-Lambert Godecharle, Jean-Michel Folon a Thomas Vinçotte

## Galerie

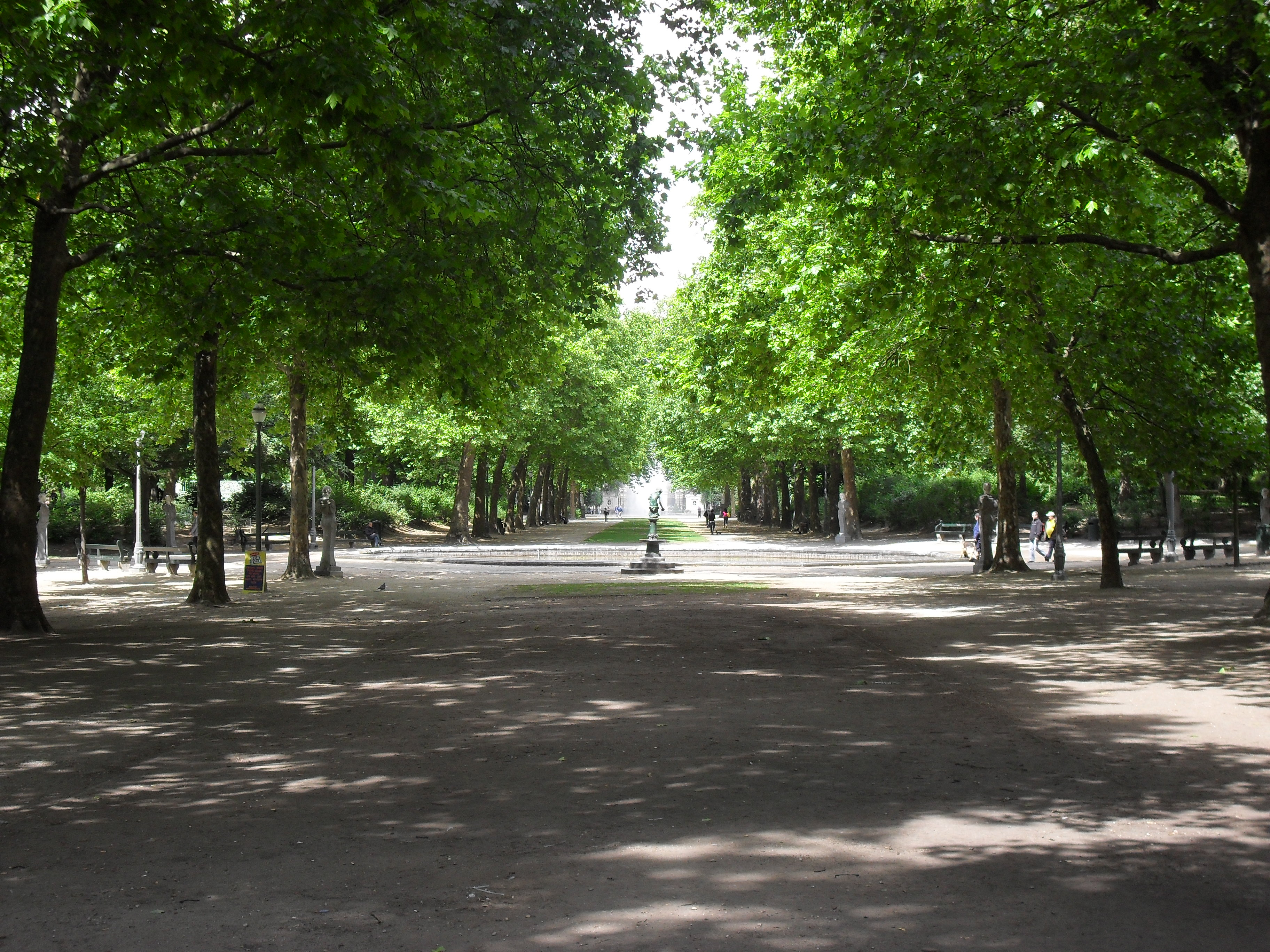
Park v létě
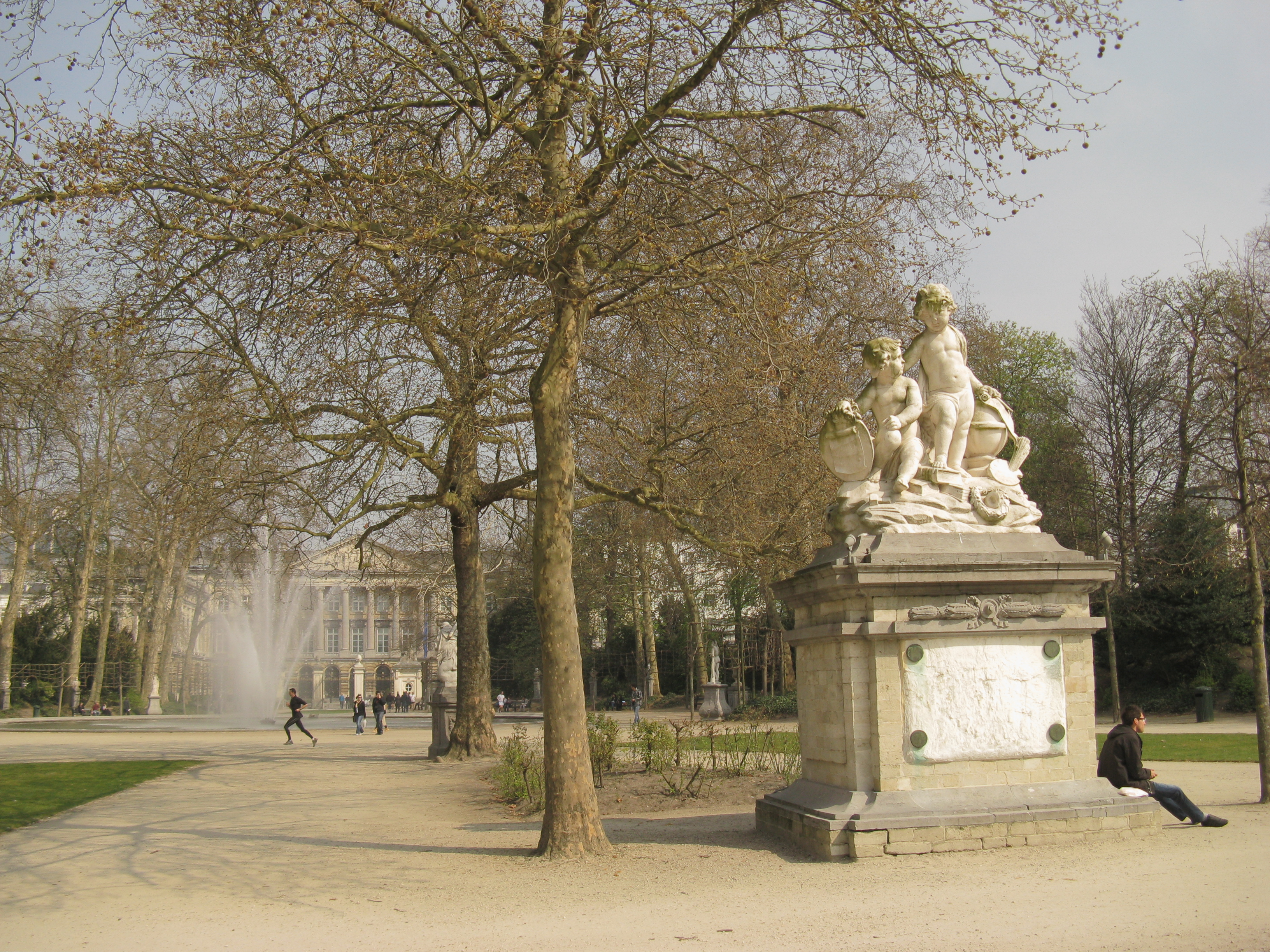
Park na jaře
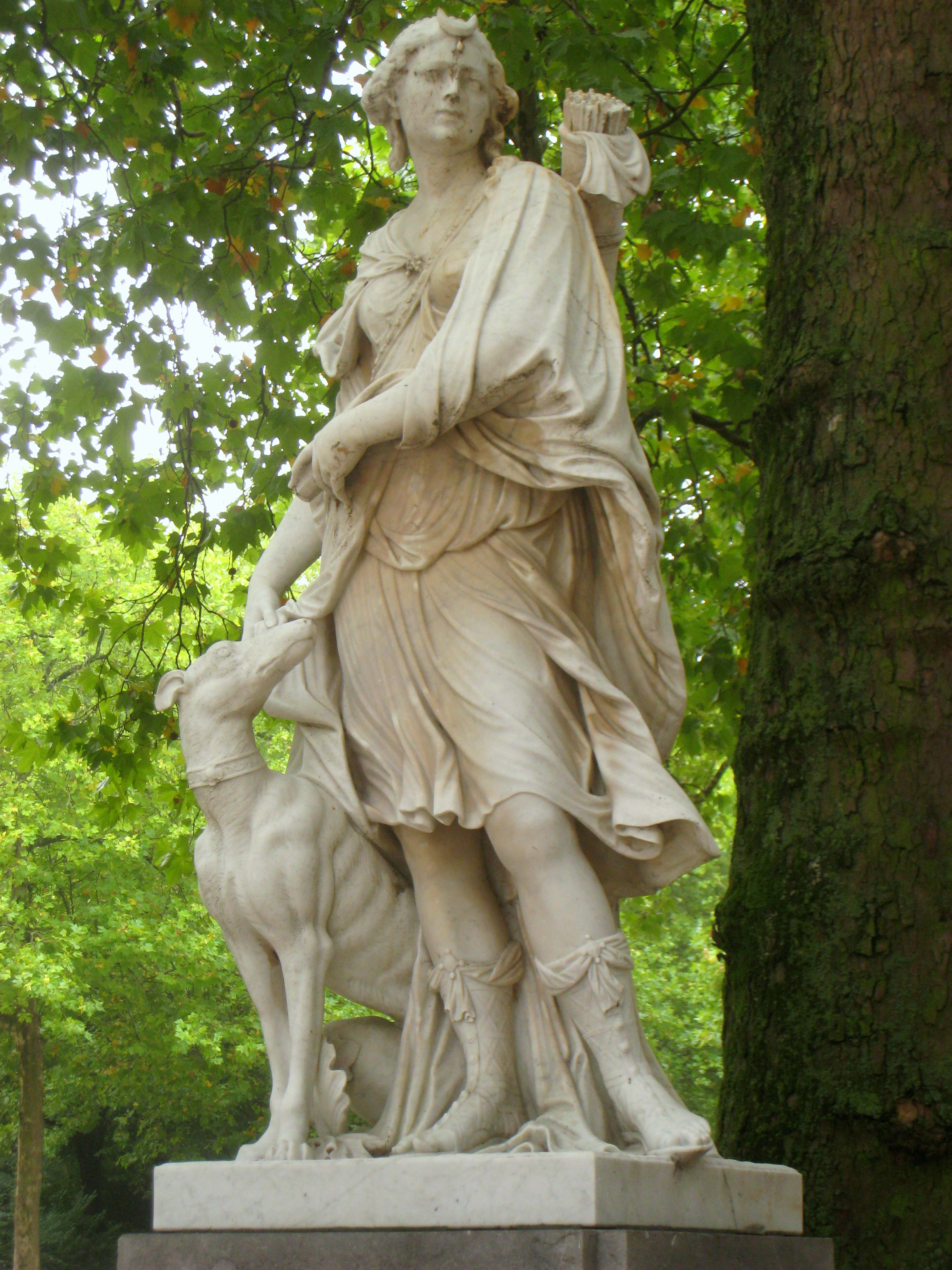
Socha Diany
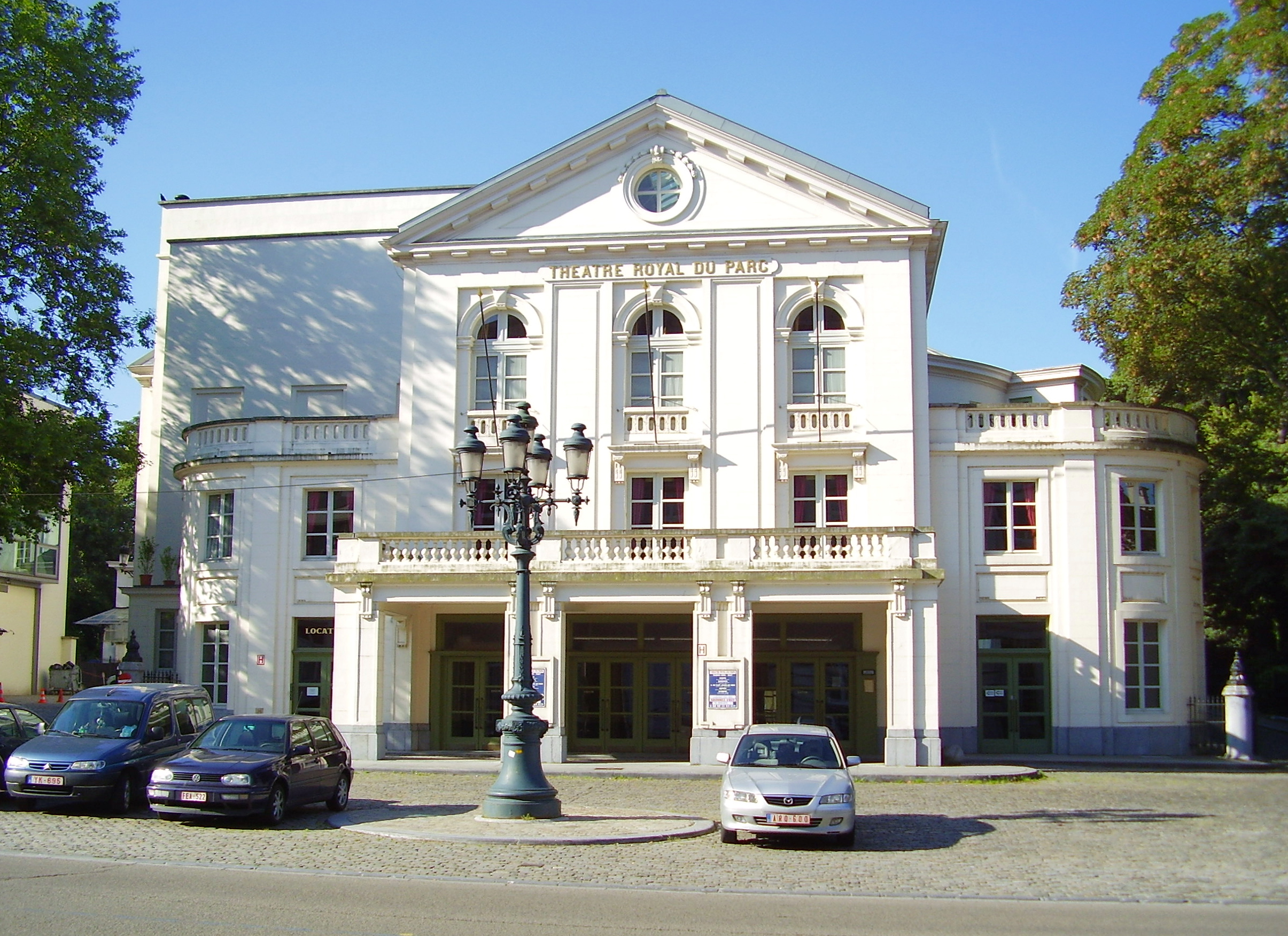
Divadlo Théâtre Royal du Parc
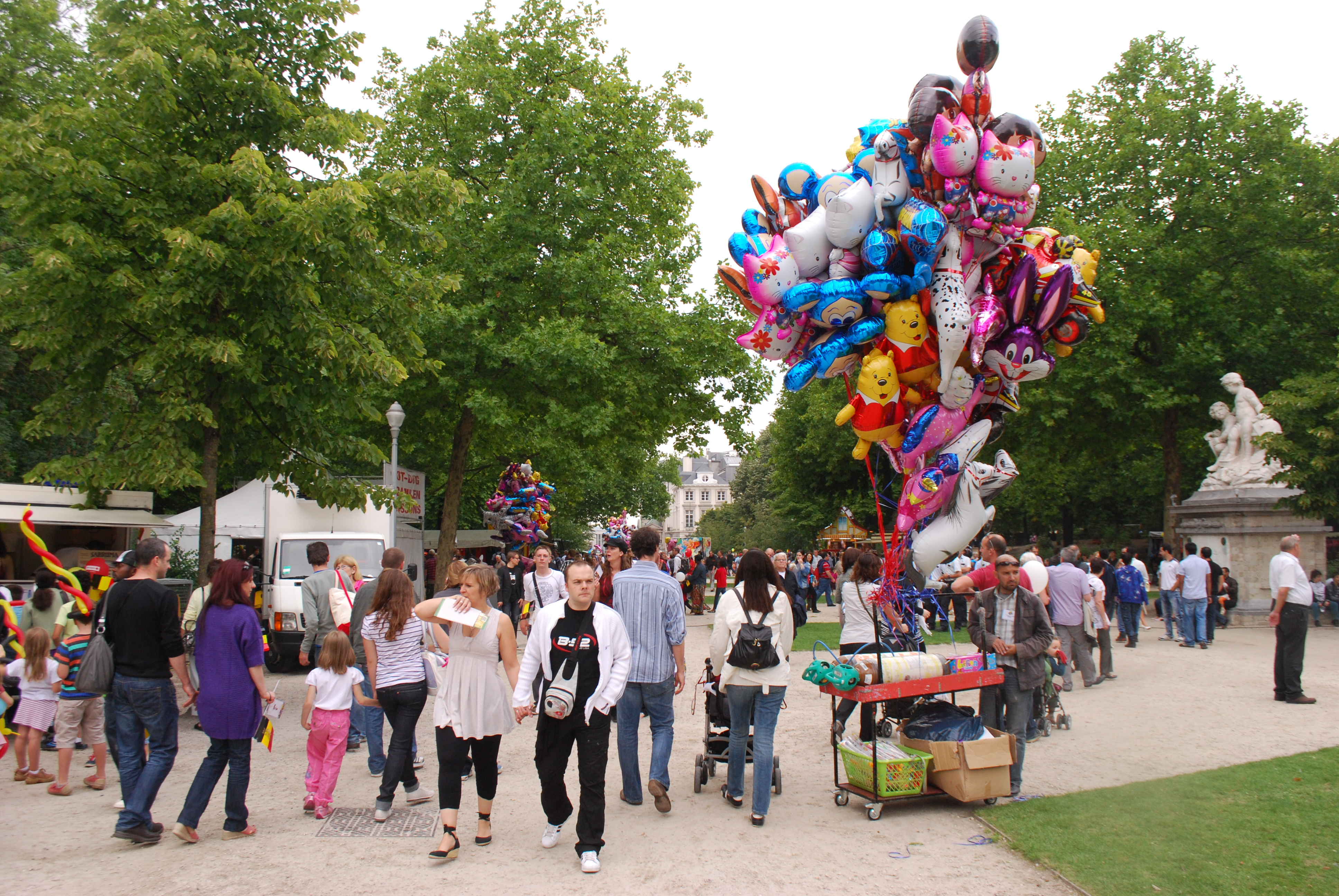
Oslavy Belgického národního dne
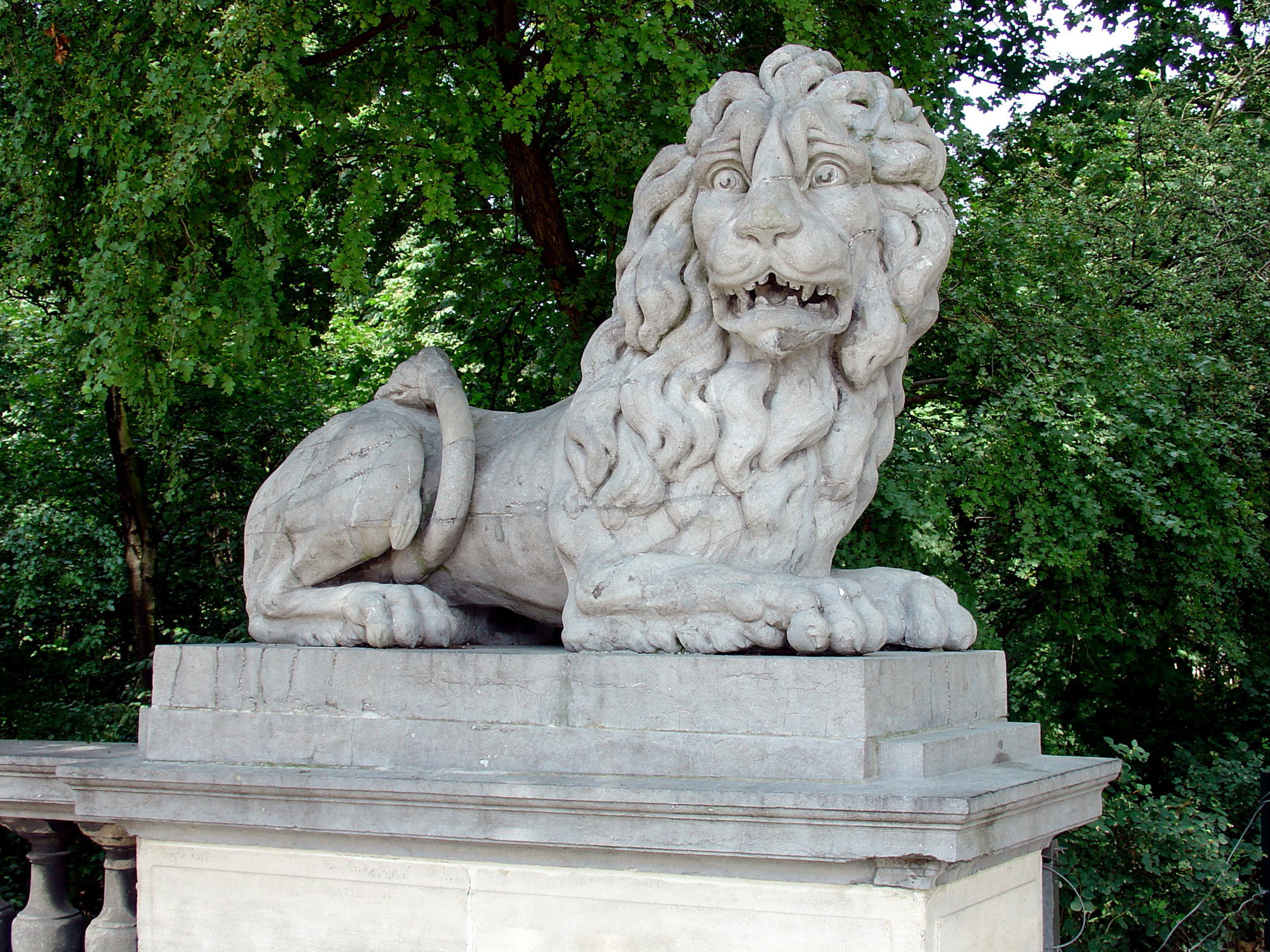
Socha lva na vstupup do parku